# Àngel Guimerà
Guimerà  Jorge est un nom espagnol. Le premier nom de famille, en général paternel, est Guimerà ; le second, en général maternel, souvent omis, est Jorge.

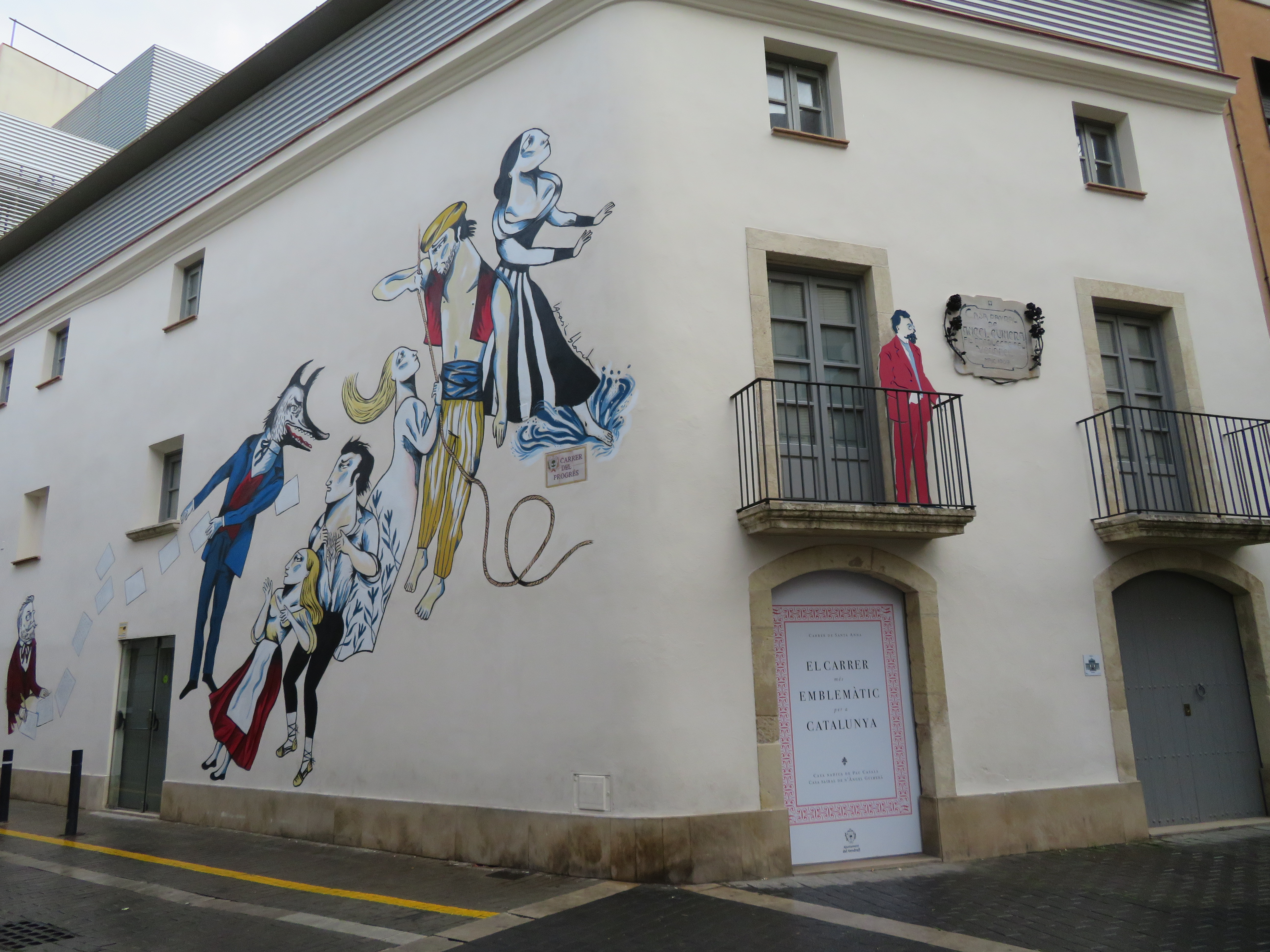
Casa y museo de Ángel Guimerá en El Vendrell, Tarragona

Àngel Guimerà i Jorge (prononciation catalane : [ˈaɲ.ʒəɫ ɡi.məˈɾa i ˈʒor.ʒə]), né le 6 mai 1845 à Santa Cruz de Tenerife et mort le 18 juillet 1924 à Barcelone, est un dramaturge et poète espagnol de langue catalane.
Son œuvre est connue pour réunir sous des aspects romantiques les principaux éléments du réalisme. C'est l'un des principaux représentants de la renaissance catalane de la fin du XIXe siècle.

## Production théâtrale
En 1879 il commence une carrière d'écrivain et de tragédies en vers avec la Gal·la Placídia.

## Hommages et influences
En son honneur, le théâtre Guimerá, principal théâtre de Santa Cruz de Tenerife et le plus ancien des îles Canaries, porte son nom. Sur la façade du musée municipal des beaux-arts de Santa Cruz de Tenerife sont un certain nombre de bustes en marbre représentant ténérifains célèbres, parmi eux Àngel Guimerà.
Sur la place du Pin de Barcelone est située une statue en bronze assis représentant Àngel Guimerà, qui est une réplique fidèle de celle qui se trouve en face du théâtre Guimerá de Santa Cruz de Tenerife. Ce théâtre est situé sur l'avenue Ángel-Guimerá, qui est sa rue natale. De même, une statue semblable se trouve dans la municipalité d'El Vendrell, dans la province de Tarragone. Ces trois statues ont été faites par le sculpteur Josep M. Codina i Corona à partir d'un moule réalisé par Josep Cardona i Furró.
Il a également été nommé fils adoptif de Barcelone. Une rue et une station de métro de Valence portent son nom.

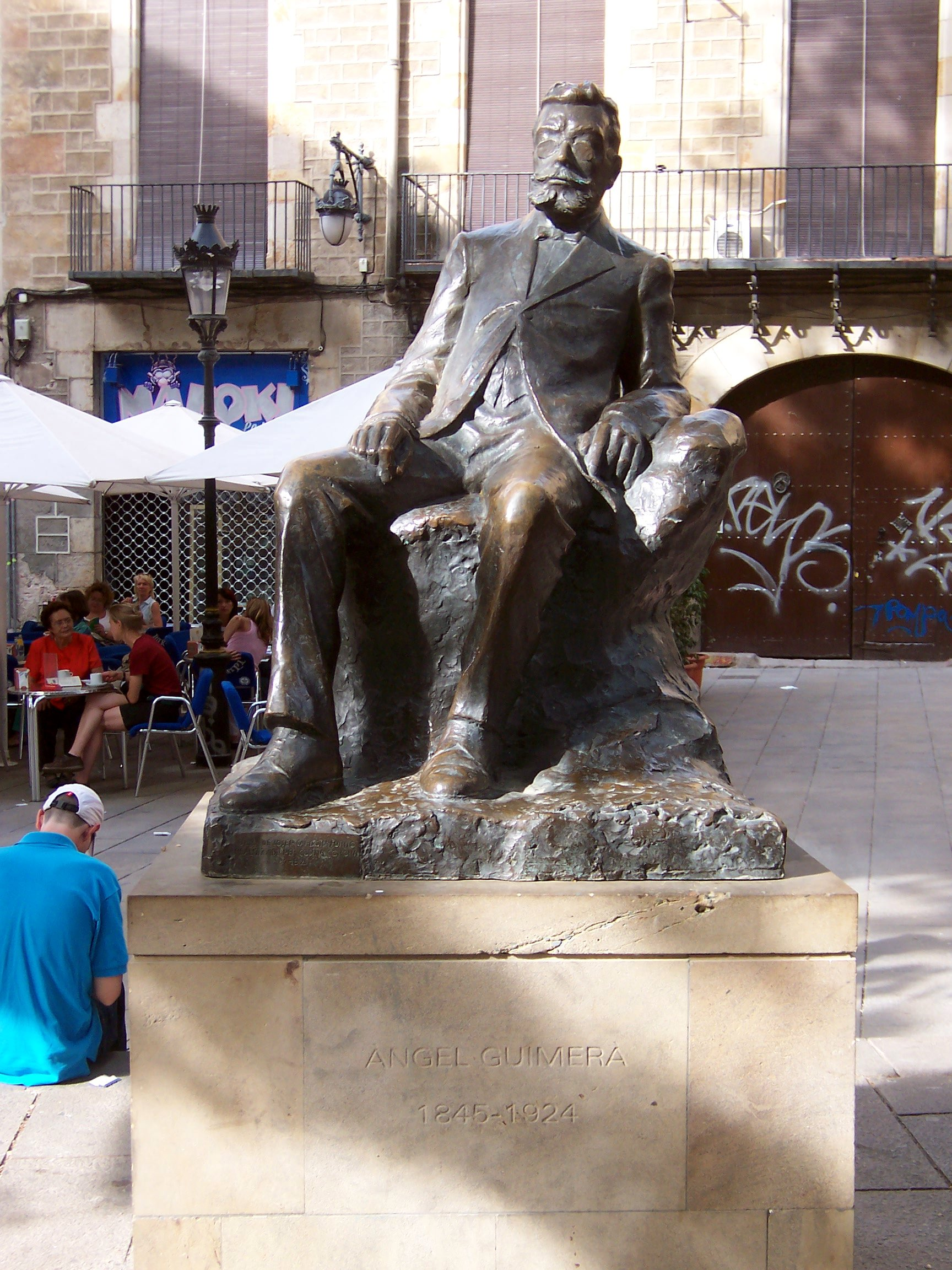
Statue d'Àngel Guimerà, près de la place du Pin de Barcelone.
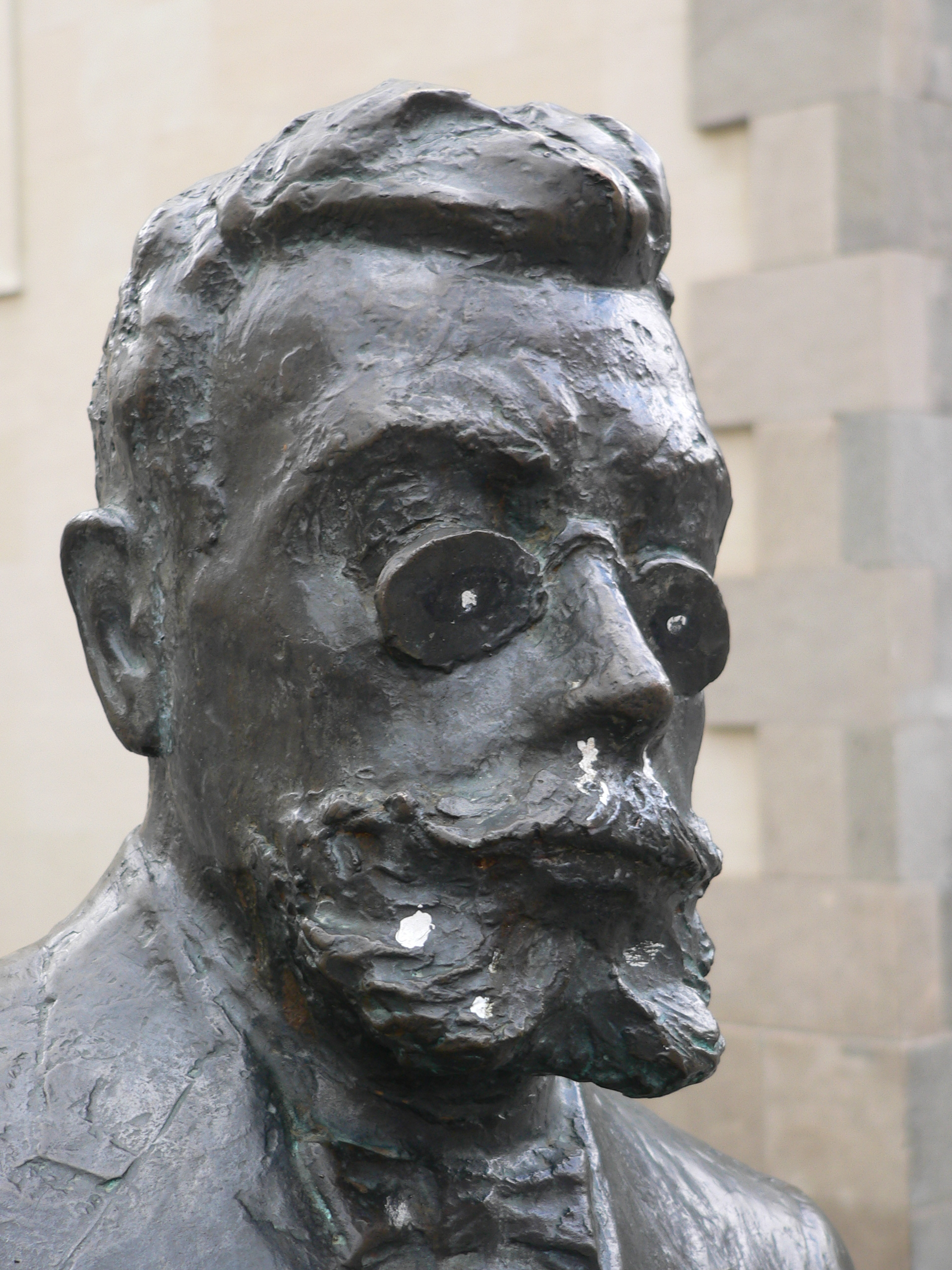
Àngel Guimerà. Statue à Santa Cruz de Tenerife.

## Œuvres

### Poésie
- Lo rei y'l conceller, 1870
- Indíbil y Mandoni, 1875
- Cleopatra, 1876
- L'any mil, 1877
- Romiatge, 1877
- Lo darrer plany d'En Clarís, 1877
- Poesías, 1887
- (ca) Poesías : Segona edició, Barcelone, Imprempta de Joseph Ortega, 1905, 333 p. (lire en ligne).
- Cants a la Patria, 1906
- Segon llibre de poesies, 1920
- Poblet